# Achilixius torautensis
Achilixius torautensis är en insektsart som först beskrevs av  1989.  Achilixius torautensis ingår i släktet Achilixius och familjen Achilixiidae. Inga underarter finns listade i Catalogue of Life.